# Lobelia conglobata
Lobelia conglobata är en klockväxtart som beskrevs av Jean-Baptiste de Lamarck. Lobelia conglobata ingår i släktet lobelior, och familjen klockväxter.
Artens utbredningsområde är Martinique. Inga underarter finns listade i Catalogue of Life.